# قالی ترکیه‌ای

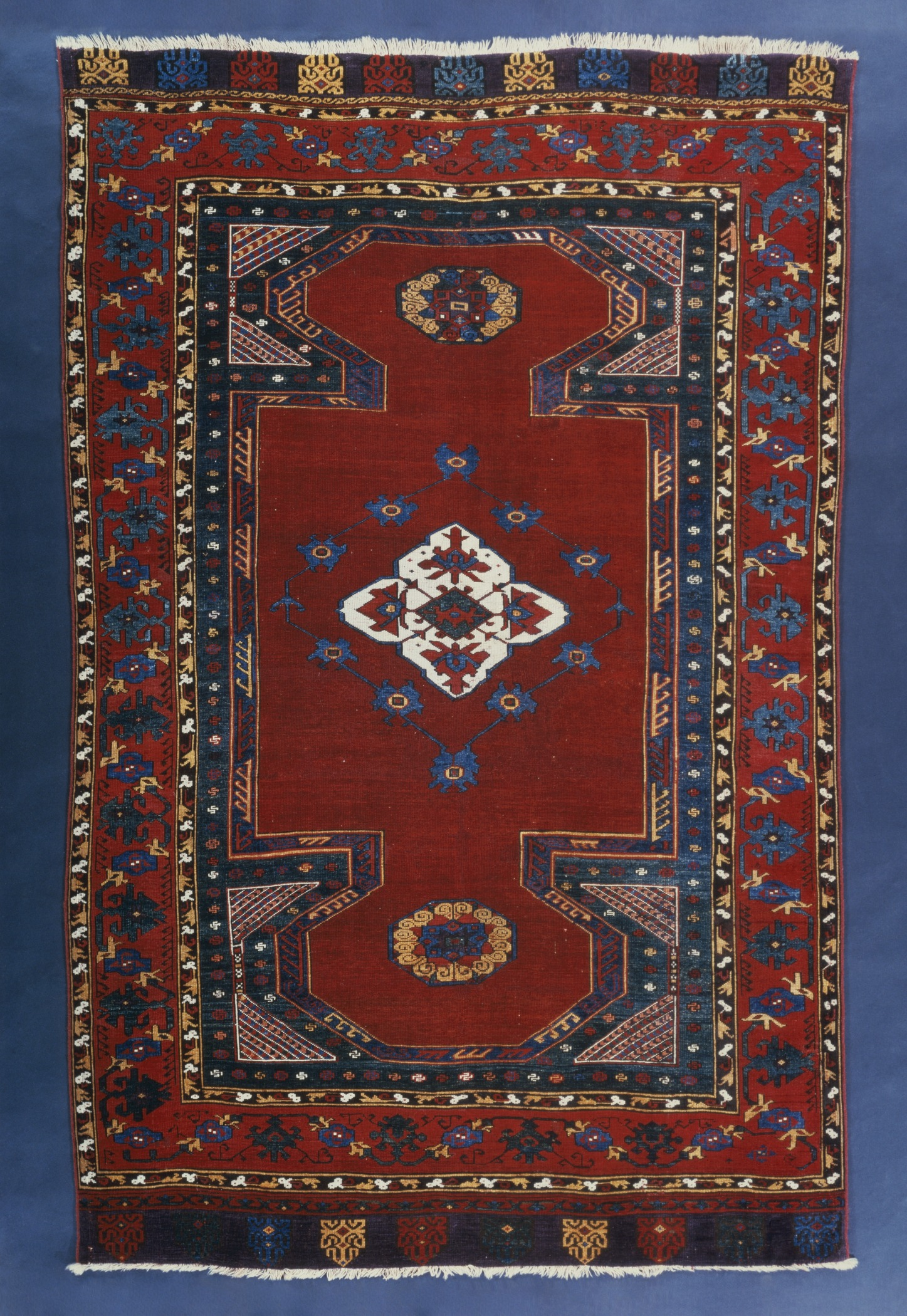
قالی دو طاقچه آناتولی، منطقه قونیه، در حدود ۱۷۵۰–۱۸۰۰

قالی ترکیه‌ای، فرش آناتولی یا سجاده ترکیه‌ای، یک اصطلاح عامیانه است که امروزه معمولاً برای نشان دادن فرش‌ها و سجاده‌های بافته شده در آناتولی (یا آسیای صغیر) و مناطق مجاور آن استفاده می‌شود. از نظر جغرافیایی، منطقه تولید آن را می‌توان با سرزمین‌هایی که از نظر تاریخی تحت سلطه امپراتوری عثمانی قرار داشتند، مقایسه کرد. این یک کف پوش بافته یا شمع بافته یا روکش دیوار است که برای مصارف خانگی، فروش محلی و صادرات تولید می‌شود.
در گروه فرش‌های شرقی، قالی ترکیه‌ای با خصوصیات خاص رنگ‌ها، نقوش، بافت‌ها و تکنیک‌های آن متمایز می‌شود. نمونه‌ها در اندازه‌ها از بالش‌های کوچک (yastik) گرفته تا فرش‌های بزرگ مورد استفاده در اتاق می‌باشند. قدیمی‌ترین نمونه‌های بازمانده از فرش‌های آناتولی، مربوط به قرن سیزدهم است. از آن زمان تاکنون انواع مختلف فرش‌ها در کارگاه‌های تولیدی بزرگ، گارگاه‌های خانگی و روستایی و حتی چادرهای عشایری بافته شده‌است. این نوع فرش‌ها به‌طور هم‌زمان در تمام سطوح مختلف جامعه تولید می‌شوند، جنس این فرش‌ها عمدتاً از پشم گوسفند، پنبه و رنگ‌های طبیعی استفاده می‌شود. فرش‌های آناتولی اغلب با گره‌های متقارن گره خورده‌است. در اروپا، فرش‌های آناتولی غالباً در نقاشی‌های رنسانس به تصویر کشیده می‌شوند. بعد از قرن سیزدهم میلادی، تماس‌های سیاسی و تجارت بین اروپای غربی و جهان اسلام شدت گرفت. هنگامی که تجارت مستقیمی با امپراتوری عثمانی در قرن چهاردهم برقرار شد، در ابتدا انواع فرش‌ها با توجه به نام تجاری فرش‌های «ترکیه» بدون در نظر گرفتن محل واقعی تولید آن‌ها، به‌طور غیرقابل تفکیک صورت می‌گرفت. از اواخر قرن نوزدهم، فرش‌های شرقی مورد توجه هنری، تاریخی و علمی در جهان غرب قرار گرفته‌اند.

## خاستگاه‌ها و سنت‌های طراحی قالی ترکیه‌ای
طرح فرش آناتولی یا همان قالی ترکیه‌ای، رشته‌های مختلفی از سنت را در خود جای داده‌است. عناصر خاص از نزدیک با تاریخ اقوام ترک و تعامل آن‌ها با فرهنگ‌های اطراف، در اصل آسیای مرکزی آن‌ها و همچنین در هنگام مهاجرت، و خود در آناتولی ارتباط دارد. مهمترین تأثیرات فرهنگی ناشی از فرهنگ چینی و اسلام بود. فرش‌های مناطق برگاما و قونیه به عنوان نزدیک‌ترین فرش‌های آناتولی مرتبط هستند و اهمیت آن‌ها در تاریخ این هنر بهتر درک می‌شود.

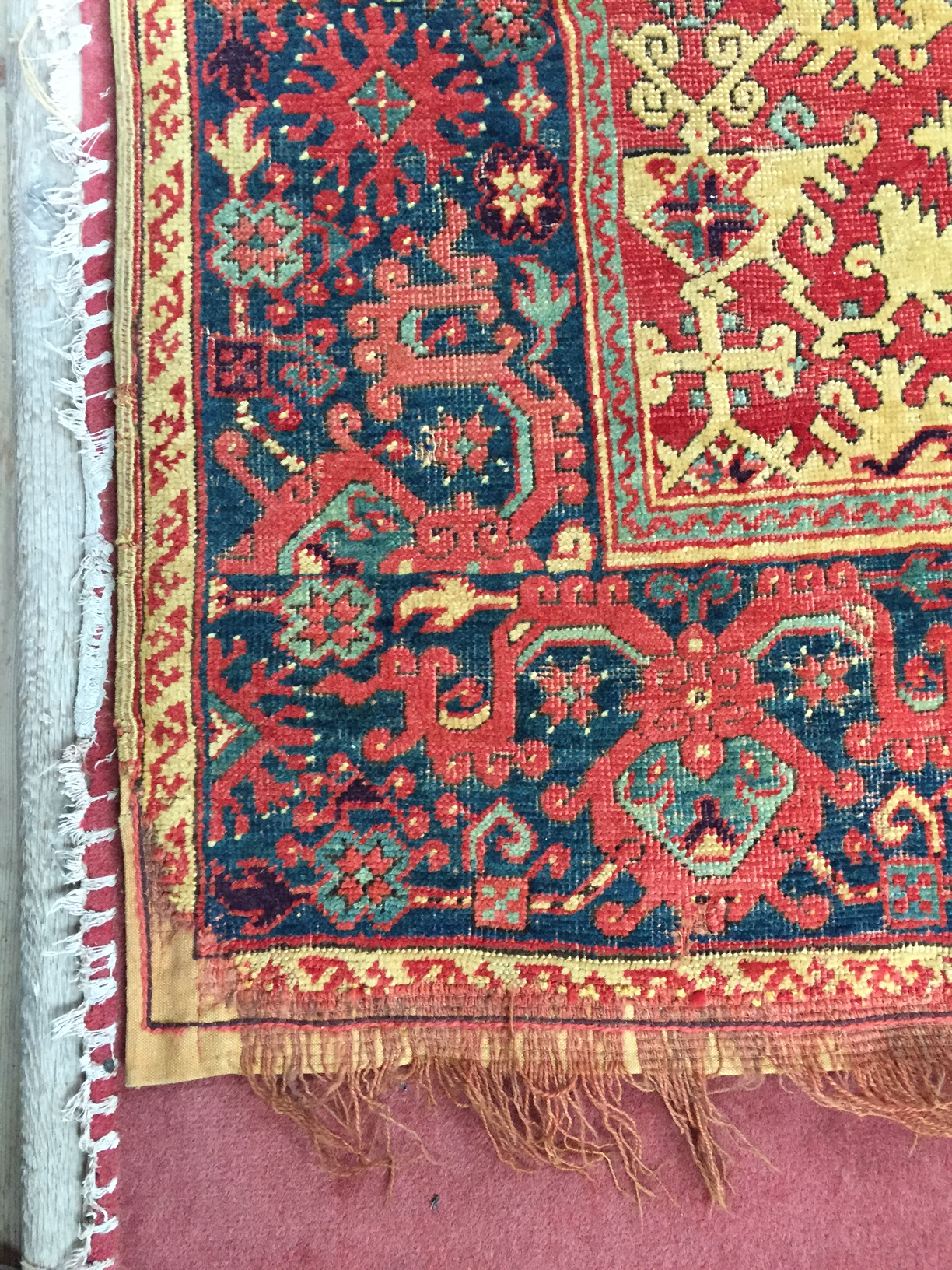
جزئیات فرش «لوتو» با مرز ابر و باد. چنین تحلیل می‌شود که این تزئین از اصل چینی است.

### سنن آسیای میانه
تاریخ اولیه اقوام ترک در آسیای میانه با چین نزدیک است. روابط بین ترک‌ها و چین از زمان سلسله هان مستند شده‌است. تامپسون در مقاله خود درمورد طراحی‌های متمرکز، الگوی مدالونیون مرکزی را که اغلب در فرش‌های آناتولی یافت می‌شود به نقوش «پایه نیلوفر آبی» و «یقه ابر» (yun chien)، استفاده شده در هنر آسیای بودایی، که او در آن یافت می‌شود، بیان می‌کند. بازگشت به سلسله یوان چین. اخیراً، بروژمان دربارهٔ روابط نقوش چینی و ترکی مانند زینت «باند ابر» که منشأ آن به سلسله هان مربوط می‌شود، توضیح داد. «فرش ققنوس و اژدها» اولیه آناتولی «نقوش سنتی دیگری از اساطیر چینی، نبرد بین ققنوس (فنگهوگان) و اژدها را به تصویر می‌کشد.»